# Leo Africanus

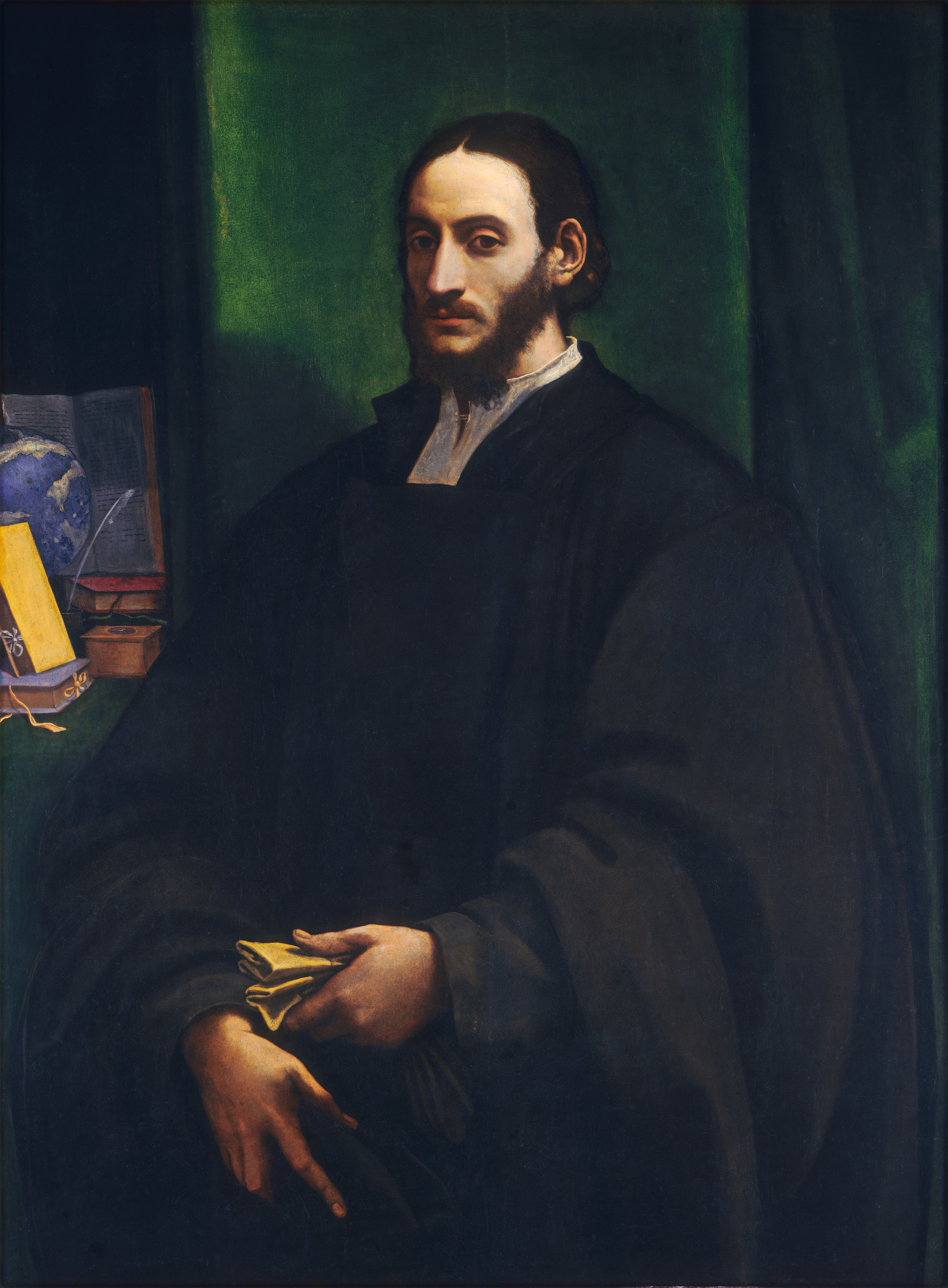
Vermoedelijk portret van Leo Africanus door Sebastiano del Piombo (ca. 1520)

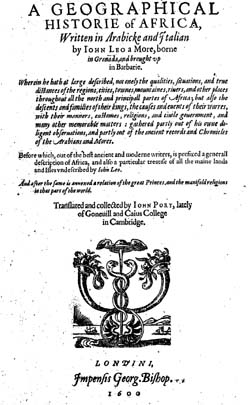
De reisverhalenschrijver Richard Hakluyt gaf de impuls voor het verschijnen van deze Engelse vertaling in 1600. Het inspireerde William Shakespeare voor zijn Othello.

Ḥasan al-Wazzān, met zijn Latijnse naam Johannes Leo de Medicis alias Leo Africanus (ca. 1494 - ca. 1554?), oorspronkelijk حسن ابن محمد الوزان الفاسي of al-Hasan ibn Mohammed al-Wazzan al-Zayyati al-Gharnati of al-Hasan ibn Mohammed al-Fasi, was een Moors diplomaat en ontdekkingsreiziger. Hij groeide op in Marokko en kwam na een ontvoering door zeerovers aan het hof van paus Leo X terecht. Hij is vooral bekend door zijn Descrittione dell'Africa.

## Biografie
Het meeste wat bekend is van zijn leven komt van autobiografische notities uit zijn eigen werk. Leo Africanus werd in 1494 geboren te Granada. Zijn familie verhuisde vlak na zijn geboorte naar Fez. In Fez studeerde hij aan de Al-Quaraouiyine-Universiteit. Als jonge man vergezelde hij zijn oom in een diplomatieke missie door de Maghreb in dienst van de Wattasiden. Deze missie reikte tot Timboektoe. In 1517 op terugkeer van een diplomatieke missie uit Constantinopel namens sultan Mohammed II deed hij Rosetta aan tijdens de Ottomaanse verovering van Egypte. Hij reisde verder naar Caïro en via Aswan over de Rode Zee naar Arabië, waarschijnlijk om de Hadj naar Mekka te doen.
Op de weg terug werd hij in 1518 tijdens de overtocht van Caïro naar Tunis met een zestigtal medeopvarenden gevangengenomen door de Spaanse zeerover Don Pedro de Cabrera y Bobadilla, een ridder in de Orde van Sint-Jan. Bobadilla liet hem opsluiten in het Grootmeesterspaleis te Rodos en besloot - toen duidelijk werd dat het om een geleerde gevangene ging die weleens belangwekkende informatie zou kunnen aanleveren - hem over te brengen naar paus Leo X te Rome, met wie de piraat mogelijk enkele plooien glad te strijken had. Aan het pauselijk hof werd gevreesd voor een Ottomaanse inval in Sicilië en Zuid-Italië, zodat informatie van binnenuit meer dan welkom was. De gevangene, aanvankelijk opgesloten in de Engelenburcht, werd met ongebruikelijke égards behandeld: hij had toegang tot Arabische teksten uit de Vaticaanse Bibliotheek, kreeg catechese van drie bisschoppen en werd dan door de paus zelf gedoopt in de Sint-Pietersbasiliek. Naar de kerkvorst kreeg hij de naam Johannes Leo de Medicis, waarvan hij zelf in het Arabisch Yuhanna al-Asad al-Gharnati maakte ("Johan de Leeuw van Granada").
Tijdens zijn verblijf in Italië leerde Africanus Italiaans en Latijn. Hij raakte bevriend met de humanistische prins Alberto Pio en met de neoplatonist Egidio da Viterbo. Na de dood van Leo X in 1521 verliet hij Rome, vermoedelijk omdat opvolger paus Adrianus VI geen vertrouwen stelde in de Moor. De drie of vier daaropvolgende jaren reisde hij door Italië. Hij vestigde zich in Bologna en doceerde er Arabisch. Van een Arabisch-Hebreeuws-Latijns medisch woordenboek dat hij schreef voor de Joodse geneesheer Jacob Mantino ben Samuel, is alleen het Arabische stuk bewaard. Dit manuscript ligt in het Escorialbibliotheek te Spanje, en is een van de weinige bronnen die verwijzen naar zijn volledige Arabische naam. Onder de nieuwe paus Clemens VII, weer een telg uit het geslacht de' Medici, keerde hij in 1526 terug naar Rome. Naar verluidt completeerde hij er op 10 maart van dat jaar het werk dat hem beroemd zou maken, Della descrittione dell'Africa. Het werd in 1550 gepubliceerd in het Italiaans en later in andere talen.
Na de plundering van Rome in 1527 trok hij terug naar Noord-Afrika, waar hij zich opnieuw tot de islam bekeerde. Het wijst erop dat er toch enige dwang gemoeid was geweest met zijn bekering in 1518. Weinig is bekend over zijn latere leven en helemaal niets over het jaar van zijn dood.

## Descrittione dell'Africa
In 1550 verscheen zijn werk bij de uitgever Giovanni Battista Ramusio als een onderdeel van een reeks reisverhalen en aardrijkskundige literatuur. Het droeg de titel Della descrittione dell'Africa et delle cose notabili che ivi sono, per Giovan Lioni Africano. In Antwerpen verschenen vanaf 1556 Latijnse en Franse vertalingen. De Latijnse Cosmographia de Affrica, die veel fouten bevatte, werd als bron gebruikt voor de Engelse versie (1600).
De eerste Nederlandse vertaling verscheen in 1665 te Rotterdam bij de boekhandelaar en uitgever Aarnout Leers. De titel was Pertinente Beschryvinge van Afrika, met alle de Lande, Koninkrijken, Steden, Volken, Gewoonten, Gedierten, Vogelen, Boom -en Aard-vruchten, die daar zijn. Getrokken en vergadert uyt de Reys – boeken Van Johannes Leo Africanus. Het boek was opgedragen aan de heren van de Admiraliteit van Rotterdam.
Dit boek, waarin Africanus het leven, de gewoonten, het bestuur en de geografie van noordelijk Afrika beschrijft, vormde eeuwenlang de hoofdbron van de Europese kennis over het gebied. Cartografen als Ortelius (1527-1598) en Joan Blaeu (1598/99 - 1673) in zijn Atlas Maior baseerden zich op de gegevens uit de beschrijving van Leo Africanus. In zijn Naukeurige Beschrijvingen der Afrikaensche gewesten citeert Olfert Dapper (1636-1689) vaak uit het werk. Dankzij de Descrittione kreeg Timboektoe een mythische allure in de Europese verbeelding. Het is onwaarschijnlijk dat Leo Africanus al de plaatsen die hij beschreef zelf heeft bezocht. Zo moet hij voor de Hausa en het Bornurijk vertrouwd hebben op informatie van andere reizigers.

## Trivia
- In zijn werk beschreef Leo Africanus een methode om kamelen te doen dansen; het volstond om een jong dier regelmatig op een hete vloer te plaatsen en een tamboerijn te rinkelen. De pijn doet de kameel afwisselend steunen van de ene poot op de andere. Na het leerproces zorgt de associatie met de tamboerijn ervoor dat de kameel hetzelfde gedrag stelt zonder de hete ondergrond en 'op bevel' danst. Het principe van de klassieke conditionering werd eeuwen later voor de hond van Pavlov gebruikt.
- William Butler Yeats zou tijdens een seance op 9 mei 1912 de geest van Africanus oproepen.

## Voetnoten
1. ↑  http://www.leoafricanus.com/pictures/bibliography/Masonen/Masonen.pdf

- Bibsys: 6065449
- Biblioteca Nacional de España: XX1142792
- Bibliothèque nationale de France: cb11912461v (data)
- Catàleg d'autoritats de noms i títols de Catalunya: 981058511314706706
- CiNii: DA02148840
- Gemeinsame Normdatei: 118866052
- International Standard Name Identifier: 0000 0000 8169 4307
- Library of Congress Control Number: n85059224
- Nationale Bibliotheek van Tsjechië: jx20080229001
- Nationale bibliotheek van Australië: 35083889
- Nationale Bibliotheek van Israël: 987007264460205171
- Nationale Bibliotheek van Polen: a0000002654793
- Nederlandse Thesaurus van Auteursnamen: 069689792
- Istituto Centrale per il Catalogo Unico: BVEV032929
- LIBRIS: 211286
- SNAC: w6wn02t1
- Système universitaire de documentation: 026983427
- Trove: 821603
- Virtual International Authority File: 174989016